# شرکت گئورگ ینسن
شرکت گئورگ ینسن (به انگلیسی: Georg Jensen A/S)؛ [در اصل «گئورگ ینسن سولوسمدیه ای/اس» (به دانمارکی: Georg Jensens Sølvsmedie A/S) به معنی: شرکت لوازم‌نقره‌ای گئورگ ینسن] یک شرکت طراحی و خرده‌فروشی دانمارکی با تمرکز بر ظروف نقره است. این شرکت در سال ۱۹۰۴ میلادی توسط طراح و نقره‌‌کار شهیر گئورگ ینسن تأسیس شد.